# Mirosław Gudz
Mirosław Gudz (* 16. April 1980 in Wrocław) ist ein ehemaliger polnischer Handballspieler.

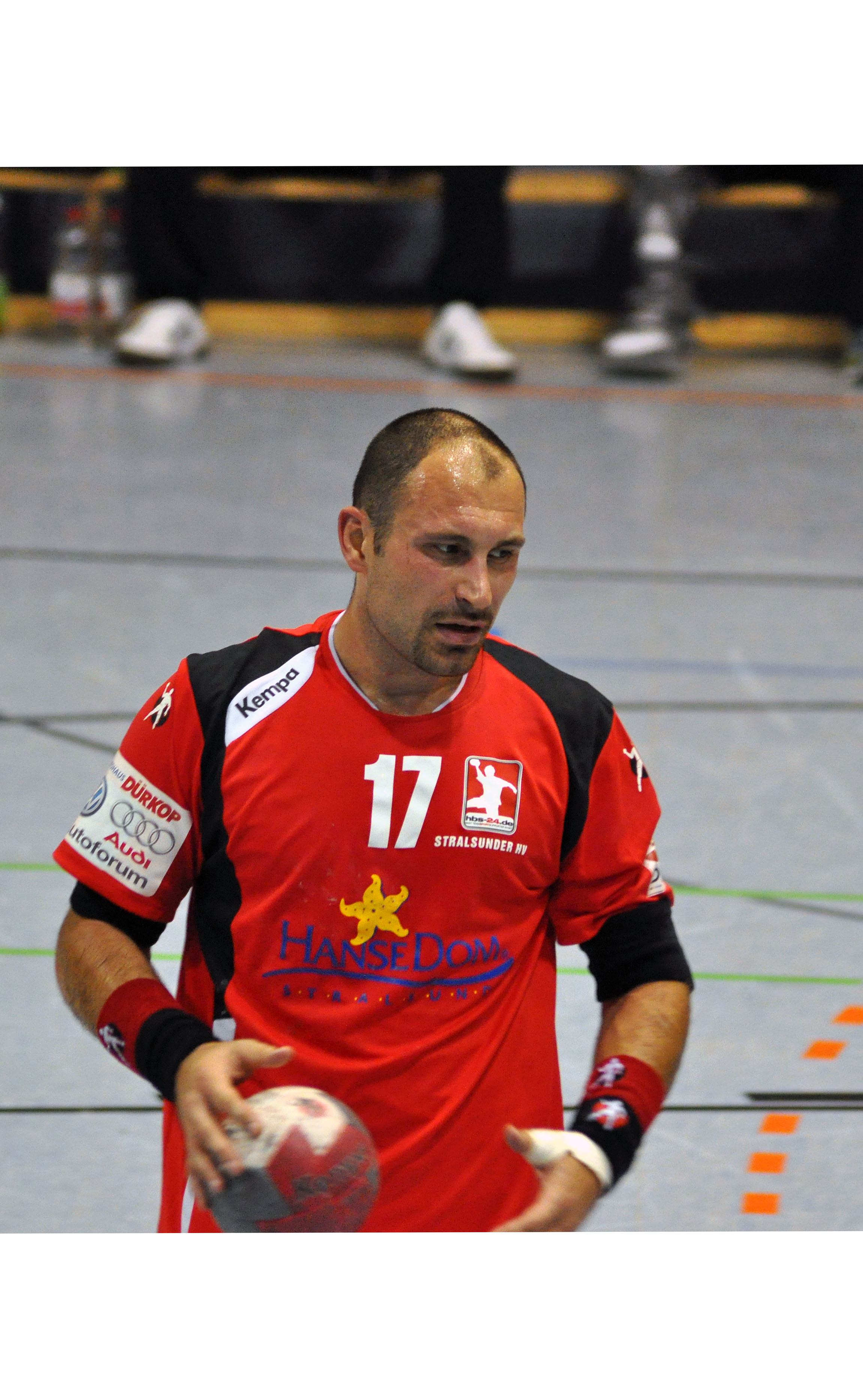
Mirosław Gudz (2011)

Der 1,94 Meter große Kreisläufer spielte bei den Vereinen Słask-Cussons Wrocław (1997–1999), WKS Słask Wrocław (2000–2005), Sony Athinaikos Athen (2005/2006) und Diomiis Argous (2006/2007). Seit der Saison 2007/2008 spielte er beim Stralsunder HV, den er nach der Saison 2008/2009 verließ. Er unterschrieb einen Zwei-Jahres-Vertrag beim HC Empor Rostock. Mirosław Gudz unterschrieb zur Saison 2011/2012 erneut einen Vertrag beim nun in der dritten Liga spielenden Stralsunder HV. Ab dem Sommer 2012 lief er für den polnischen Erstligisten Tauron Stal Mielec auf. Zur Saison 2015/16 wechselte er zu Zagłębie Lubin. Nach der Saison 2016/2017 beendete er seine Laufbahn.
Mit Słask-Cussons Wrocław bzw. WKS Słask Wrocław sowie mit Sony Athinaikos Athen spielte Mirosław Gudz im EHF-Pokal und in der EHF Champions League. Beim Stralsunder HV spielte er in der 1. Bundesliga.
Gudz ist verheiratet.